# آدامز (نرم‌افزار)
نرم‌افزار آدامز (به انگلیسی: MSC ADAMS) مخفف کلمات (Automated Dynamic Analysis of Mechanical Systems) یکی از قدرتمندترین نرم‌افزارهای مهندسی به کمک رایانه در زمینه دینامیک سیستم‌های چندجسمی (MBD) می‌باشد. این نرم‌افزار محصول شرکت MSC Software است.
این نرم‌افزار سال‌های متمادی است جایگاه قابل توجهی در صنعت بدست آورده‌است. این نرم‌افزار با قابلیت‌های بسیار زیاد خود، مهندسان را در تولید، تست، بررسی و بهینه‌سازی طرح‌های سیستم‌های مکانیکی قبل از رسیدن به پیش ساخت فیزیکی یاری می‌کند. با استفاده از بخش‌های مختلف در نظر گرفته شده در این نرم‌افزار می‌توان با شبیه‌سازی حرکتی سیستم مکانیکی، تست سینماتیکی سیستم، سنجش نیروهای وارده بر اتصالات و... عمر قطعات در سیستم را تعیین کرده و جا یابی قطعات را به صورت بسیار دقیق و منظم انجام داد. بررسی کنترل ارتعاش سیستم‌ها و امکان انجام تست‌ها برای قطعات قابل انعطاف از ویژگی‌های این نرم‌افزار می‌باشد. این نرم‌افزار توانایی ارتباط با نرم‌افزارهای تخصصی دیگر مانند،Pro/E , Catia , Ansys و... را دارا می‌باشد.

## بخش‌ها
از عمده قسمت‌های این نرم‌افزار می‌توان به موارد زیر اشاره نمود:
Adams/view: این قسمت شامل مدل‌سازی سه بعدی، انیمیشین سه بعدی، نمایش نیروها، تنش‌های مدل و غیره می‌باشد.
Adams/Solver: این قسمت جهت حل عددی سیستم دینامیکی طراحی شده با استفاده از روش اویلر- لاگرانژ بکار گرفته می‌شود. قابلیت جالب این قسمت حل معادلات غیر خطی با استفاده از حل کننده‌های مختلف و امکان برنامه‌نویسی در نرم‌افزار می‌باشد.
Adams/PostProcessor: این قسمت از نرم‌افزار نتایج حاصله از بخش‌های مختلف را نمایش می‌دهد. نمایش به صورت نمودارهای شتاب، سرعت و... کانکتورهای المان محدود وFlexible Bodies , نمایش نمودارهای پردازش سیگنالSignal Processor و... می‌باشد.